# O Honzovi a Barušce
O Honzovi a Barušce je česká televizní pohádka z roku 1977 režírovaná Jiřím Adamcem.

## Děj
Honza je syn mlynáře, který se jednoho dne vydá do světa. Na své cestě narazí na dům dědka, který umí čarovat a Honzovi se představí jako jeho vzdálený strýc. Honza u něj slouží, ale má zakázáno podívat se do komůrky. Honza tam i přes zákaz vstoupí a objeví tam Barušku, kterou dědek unesl a chce si vzít. Baruška má přes hlavu přehozený závoj. Honza s Baruškou utečou a vezmou si s sebou i dědkův kouzelný ubrousek. Když už jsou na mýtině daleko od dědkovy chalupy, Honza odhrne Barušce závoj a Baruška Honzovi zmizí před očima. Honza je nešťastný z toho, co provedl.
Na mýtinu přijdou tři chasníci hádající se o tři kouzelné věci po otci. Chtějí po Honzovi, aby je rozsoudil. Honza si od nich kouzelné věci půjčí a jako zástavu jim nechá kouzelný ubrousek. S pomocí kouzelných věcí se Honza dostane zpět do dědkovy chalupy, kde najde Barušku zavřenou v kleci. Klec je zavřená na zámek, od kterého klíč dědek spolkl. Honzovi se s pomocí kouzelných věcí podaří Barušku osvobodit a opět spolu utečou.
Přijdou spolu na mýtinu, kde Honza chce chasníkům vrátit jejich kouzelné věci, ale oni nechtějí, protože se jim líbí, že mohou nestále jíst jídlo z kouzelného ubrousku. Od Honzova odchodu hodně ztloustli. Baruška jim ubrousek vezme a všichni se vrací do mlýna Honzova otce. Houza kouzelné věci nechá na mýtině. Když se všichni vrátí do mlýna, Honza s Baruškou mají svatbu.

## Obsazení
| Jiří Vondráček    | Honza      |
| Naďa Konvalinková | Baruška    |
| Karel Augusta     | mlynář     |
| Blažena Holišová  | mlynářka   |
| Josef Kemr        | dědek      |
| Petr Oliva        | 1. chasník |
| Michal Pavlata    | 2. chasník |
| Vítězslav Jandák  | 3. chasník |
| František Kovářík | vypravěč   |